# Светлана (клуб по хоккею с мячом)
«Светлана» — советский клуб по хоккею с мячом из Ленинграда.

## История
Команда была создана в 1925 году при заводе «Светлана». Представляла ДСО «Электрик» (1936—1953), «Энергия» (1953—1957), «Труд» (1957—1978).
Команда начинала выступать в рабочей группе чемпионата Ленинграда. С середины 1940-х годов продолжала выступать в низших группах. К середине 1950-х годов «Светлана» стала одной из лучших команд Ленинграда. В 1953 году стала чемпионом города и провела переходные матчи с «Красной зарёй» за право выступать в чемпионате СССР.
В 1956 году команда дебютировала в классе «Б» первенства СССР под названием «Энергия»-2. Став победителем этого турнира в 1958 году, «Светлана» завоевала право выступать в классе «А», но по итогам сезона 1960 его покинула. После этого спортивным руководством Ленинграда была сделана ставка на команду «Ждановец» — третьего призера чемпионата РСФСР 1960 года. В 1961 году он был включён в первую группу чемпионата РСФСР, туда были переведены несколько игроков «Светланы». До 1978 года команда выступала только в чемпионате города.
В чемпионате СССР 1958/59 «Светлана» заняла 7-е место из 16-ти, в чемпионате 1959/60 — 16-е из 17-ти.
Чемпион РСФСР (1958). Чемпион Ленинграда (1953, 1957, 1958, 1963). Обладатель Кубка Ленинграда (1956).
Ведущие игроки: Н. Григорьев, В. Лосев, М. Николаев, Я. Рос (1930-е годы). В. Аксёнов, В. Буклимов, Н. Виханский, В. Гарлоев, В. Кармушев, О. Катин, А. Кулёв, Н. Рязанов, Н. Самошин, Ю. Ульянов (1950-е — 1970-е годы).
В женской команде клуба начинала играть А. Проде.

### Главные тренеры
- С. Хухтинен — 1937—1941
- А. Н. Барышев[уточнить] — 1949—1952
- П. П. Филиппов[уточнить] — 1952—1954
- В. К. Бодров — 1954—1956
- Ю. С. Якобсон — 1956/57
- В. А. Ковалев[уточнить] — 1957—1960
- В. Ф. Вершинин — 1962—1965
- В. М. Латков — 1965—1969
- К. Д. Смирнов — 1969—1978